# Tselophehad
Tselophehad, Tselof'had, Tselophchad ou Salphaad est un descendant d'Hépher fils de Manassé. Il meurt dans le désert et n'entre pas au pays de Canaan.

## Famille de Tselophehad
Tselophehad n'a que des filles qui s'appellent Mahla, Noa, Hegla, Milka et Tirtsa,,,.

## Mort de Tselophehad
Tselophehad meurt dans le désert sans avoir participé à la révolte de Coré.

## Héritage des filles de Tselophehad
Les filles de Tselophehad se marient avec les fils de leurs oncles afin que leur héritage reste dans leur tribu.